# Safia Ketou
Safia Ketou, née Rabhi Zohra le 15 novembre 1944 à Aïn Sefra et morte le 29 janvier 1989 à Alger, est une écrivaine, poétesse et dramaturge algérienne, l'une des plus éminentes écrivaines de son pays dans la période qui a suivi l'indépendance algérienne de la France et la première auteure de science-fiction en Algérie.

## Biographie
Rabhi Zohra est née en 1944, à Aïn Sefra, dans la province de Naâma, en Algérie. Elle a été institutrice de 1962 à 1969, date à laquelle elle a décidé de s'installer dans la capitale, Alger. Elle y devient journaliste et travaille pour plusieurs grands journaux de la ville, dont l'APS (Service de presse algérien), Horizon et Algérie-Actualité,,,.

### Jeune écrivaine
Alors qu'elle commençait sa carrière de journaliste, Safia a rencontré plusieurs écrivains et, déjà poète à cette époque, a commencé à s'aventurer dans l'écriture de pièces de théâtre, de nouvelles et de romans, principalement de science-fiction. Safia a été le premier écrivain algérien à écrire des histoires de science-fiction. Son écriture est chargée des sentiments de l'Algérie après l'indépendance (1962). Ses thèmes varient de l'amour, de la politique, du patriotisme, de la science-fiction et de diverses questions sociales ; ses textes contiennent également de nombreux éléments autobiographiques,.
Elle a été membre de l'Union des écrivains algériens.
Elle a également écrit plusieurs livres pour enfants dans une série intitulée Rose des sables. Son recueil de poésie, intitulé Amie cithare, a été publié en 1979. Une pièce, intitulée Asthme, a été écrite la même année. Son recueil de récits de science-fiction, La Planète mauve et autres nouvelles, a été publié en 1983. Publié au Canada sous le titre La Planète mauve, ce recueil contient plusieurs histoires qui se déroulent dans l'espace, défiant le temps et l'espace, dans des lieux mythiques et des peuples étranges.
Safia Ketou s’était intéressée à Isabelle Eberhardt et aux écrits de cette dernière avant de se mettre à écrire, d’abord de la poésie. Safia Ketou se distingue par une plume pleine d’émotion, reflétant l’envie d’un monde meilleur, une paix durable, et une justice équitable,

### Décès
Safia Ketou s'est suicidée le 29 janvier 1989 à Alger en sautant du pont du boulevard Telemly, près du siège de l'APS. Elle fut inhumée au cimetière de Sidi Boudjemaa à Ain Sefra aux côtés d’Isabelle Eberhardt. Elle est morte à l'âge de 44 ans,.

## Œuvre publiée
Safia Ketou a composé plusieurs œuvres :
- Amie cithare (poésie), 1979[4]
- La Planète mauve, 1983. Éditée au Canada par les éditions Naâmanal[5]
- Asthme (pièce de théâtre), 1979[4]
- Rose des sables, 1983

Safia Ketou a également été l’auteure de pièces de théâtre réalisées à l’époque de la RTA.
Sa poésie est fortement marquée par la thématique de la guerre, la guerre d'Algérie mais également la misère, l’injustice, l’exploitation et le racisme. Cependant, son écriture va au-delà des frontières de son pays d’origine, elle nourrissait l’espoir de voir un jour la guerre cesser et laisser place à une justice sociale. Elle a composé pour les cinq continents parce qu’elle espérait qu’un jour, la guerre disparaîtrait, et que la fraternité serait célébrée,

## Hommages
Une association culturelle à son nom est fondée à Aïn Sefra.